# Hasancık, Adıyaman
Hasancık là một thị trấn thuộc thành phố Adıyaman, tỉnh Adıyaman, Thổ Nhĩ Kỳ. Dân số thời điểm năm 2011 là 1.194 người.